# Philippe Aïche
Philippe Aïche est un violoniste et chef d'orchestre français né le 10 décembre 1962 à Antony et mort le 20 octobre 2022.

## Biographie
Philippe Aïche naît le 10 décembre 1962 à Antony.
Il commence l'apprentissage du violon à l'âge de huit ans et travaille avec Antoine Goulard au Conservatoire de Versailles. En 1979, il entre au Conservatoire national supérieur de musique de Paris où il étudie avec Christian Ferras et Jean Hubeau.
En 1983, il obtient un 1er prix du Conservatoire de Paris en classes de violon et de musique de chambre. Il se perfectionne ensuite auprès de Michèle Auclair, Jean Mouillère et Roland Pidoux.
Lauréat des concours internationaux Tibor Varga de Sion (en Suisse) et Lipizer (en Italie), Philippe Aïche entre en 1985 à l'Orchestre de Paris, dont il devient premier violon solo en 1990,. Il mène en parallèle une carrière de soliste et de chambriste, au sein notamment du quatuor Kandinsky, entre 1988 et 2001, puis du trio Élégiaque,.
En 2001, il est nommé professeur au conservatoire à rayonnement régional de Paris.
Également chef d'orchestre, il devient en 2011 directeur musical de l'Orchestre des lauréats du Conservatoire, et professeur de direction d'orchestre au Conservatoire national supérieur de musique de Paris en 2014,.
Comme interprète, il est le créateur d’œuvres d'Éric Tanguy (Concerto pour violon no 2, dont il est le dédicataire, 1997) et de Marc-André Dalbavie (Trio pour piano, violon et cor, 2004).
Atteint d'une tumeur au cerveau, Philippe Aïche meurt le 20 octobre 2022.